# フリッツ・クーン

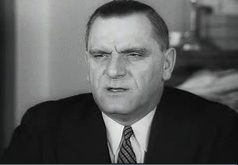
フリッツ・クーン（1938年）

フリッツ・ユリウス・クーン（Fritz Julius Kuhn、1896年5月15日 - 1951年12月14日）は、アメリカ合衆国のドイツ系政治運動家・政治家。
ミュンヘン生まれのバイエルン人。第一次世界大戦では、ドイツ陸軍に応召して西部戦線、東部戦線、バルカン半島、イタリアの戦線に転戦し、戦闘で負傷し帰国した。戦後ミュンヘン大学に進学して化学を専攻、化学工学の学士（工学）と修士（工学）の学位を取得。在学中に同級生の上衣のポケットから盗みを働くなどの事件を起こして禁固4か月の実刑を受ける前科を持つ。
1921年にナチ党に入党し、1923年にメキシコに移住するが、同地でも金を騙し取るなどの犯罪に手を染め、その金を元手に1927年にはアメリカに移住し、フォード社の技術者として入社している。
1933年に「新生ドイツの友」に入会。1935年末以降は会長を務める。
1936年4月にドイツ外務省の命により「新生ドイツの友」が解散させられると、同日にゲルマン主義による「ドイツ系アメリカ人協会」を自ら設立した。ニュージャージー州とニューヨーク州を拠点とするこの団体は、親ナチ・反ユダヤ主義を唱え、アメリカ共産党・アシュケナジム・ユダヤ団体と対決を繰り返した。
彼はドイツでのベルリンオリンピック開催の際には総統アドルフ・ヒトラーとの謁見に成功している。
その後、アメリカの第二次世界大戦への介入にしきりに反対を唱えていたが、議会の下院非米活動委員会に告発されて5年の刑を言い渡され、「ドイツ系アメリカ人協会」も、1941年12月の独米開戦直後にアメリカ政府によって解散させられた。クーンらは1945年に釈放されて、ドイツに強制送還され、1951年に55歳で病死した。